# Marie-Eugène-Auguste-Charles Foulquier
Marie-Eugène-Auguste-Charles Foulquier MEP (* 26. November 1866 in Luc-la-Primaube, Frankreich; † 31. Dezember 1948) war ein französischer Geistlicher und Apostolischer Vikar  in Myanmar.
Foulyuier wurde am 7. Juli 1889 zum Priester für die Pariser Mission geweiht. Pius X. ernannte ihn am 18. August 1906 zum Titularbischof von Corydala sowie zum Apostolischen Vikar von Nordbirma in Myanmar. Am 21. November 1906 weihte Alexandre Cardot, Apostolischer Vikar von Südburma, ihn mit Assistenz von Émile Marie Luc Alphonse Barillon, Bischof von Malacca, und Rocco Tournatore, Apostolischer Vikar von Ostburma, zum Bischof. Am 27. Juni 1929 entband Papst Pius XI. ihn von seinen Aufgaben.